# Norillag

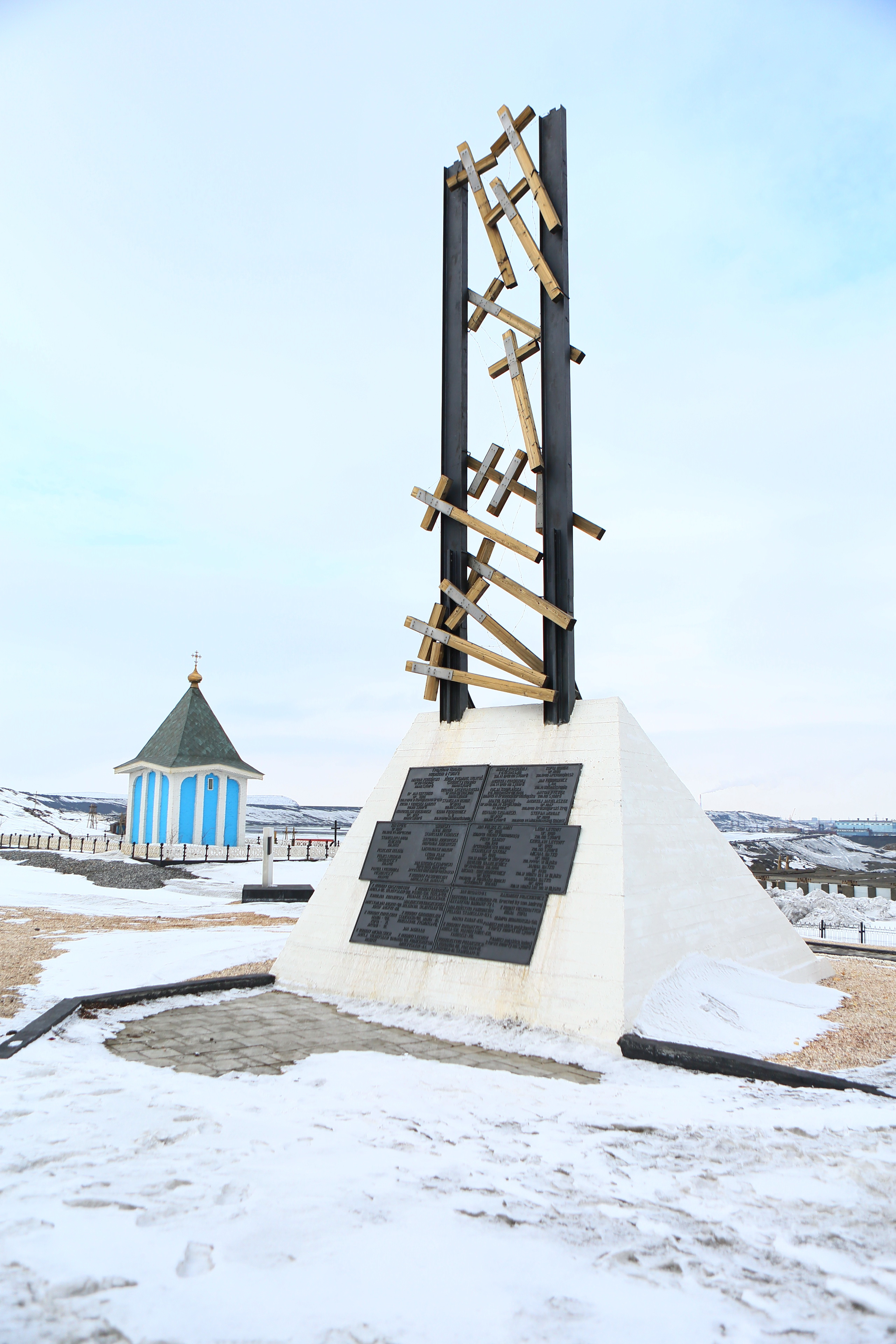
El Gólgota de Norilsk, monumento memorial a las víctimas del Gulag

Norillag, nombre completo: Centro Correccional de Trabajo de Norilsk (Норильский исправительно-трудовой лагерь en ruso, transl.: Norilski Ispavítelno-Trudovói Láguer) fue un campo de trabajos forzados del Gulag localizado en Norilsk, Krai de Krasnoyarsk. Estuvo en funcionamiento desde el 25 de junio de 1935 hasta su desmantelamiento el 22 de agosto de 1956.
Inicialmente los presos políticos trabajaron en la construcción del complejo minero y metalúrgico de la ciudad, puesto que la zona era rica en cobre y níquel. Sus actividades fueron in crescendo de manera gradual con el fin de favorecer el desarrollo económico de la región desde la pesca hasta la reconstrucción de la que en su día fuere el hogar de Iósif Stalin durante su exilio.
En el primer año ingresaron 1.200 reclusos, cifra que ascendió considerablemente hasta 9.000 en dos años en el culmen de la Gran Purga. En 1951, ya había internos 72.500 prisioneros alojados en treinta secciones del campo de concentración.
En un monumento se indica que pudo haber al menos 400.000 presos de los cuales 300.000 eran presos políticos. La extensión de este centro incluía el área de Norilsk, incluyendo Dudinka y Kayerkán aparte de zonas remotas como Krasnoyarsk y otros campos agrícolas de Kureika, Atamánovo y Shúshenskoye.
Poco después de la muerte de Stalin se produjo uno de los mayores motines en los campos de trabajo soviéticos (en:Norilsk uprising).